# Новоборисівка
Новоборисі́вка (в минулому Міхельсталь) — село в Україні, у Роздільнянському районі Одеської області. Адміністративний центр  Новоборисівської сільської громади. Населення становить 2277 осіб. 
До 17 липня 2020 року було підпорядковане Великомихайлівському району, який був ліквідований.

## Населення
Згідно з переписом 1989 року населення села становило 1973 особи, з яких 900 чоловіків та 1073 жінки.

За переписом населення 2001 року в селі мешкало 2267 осіб.

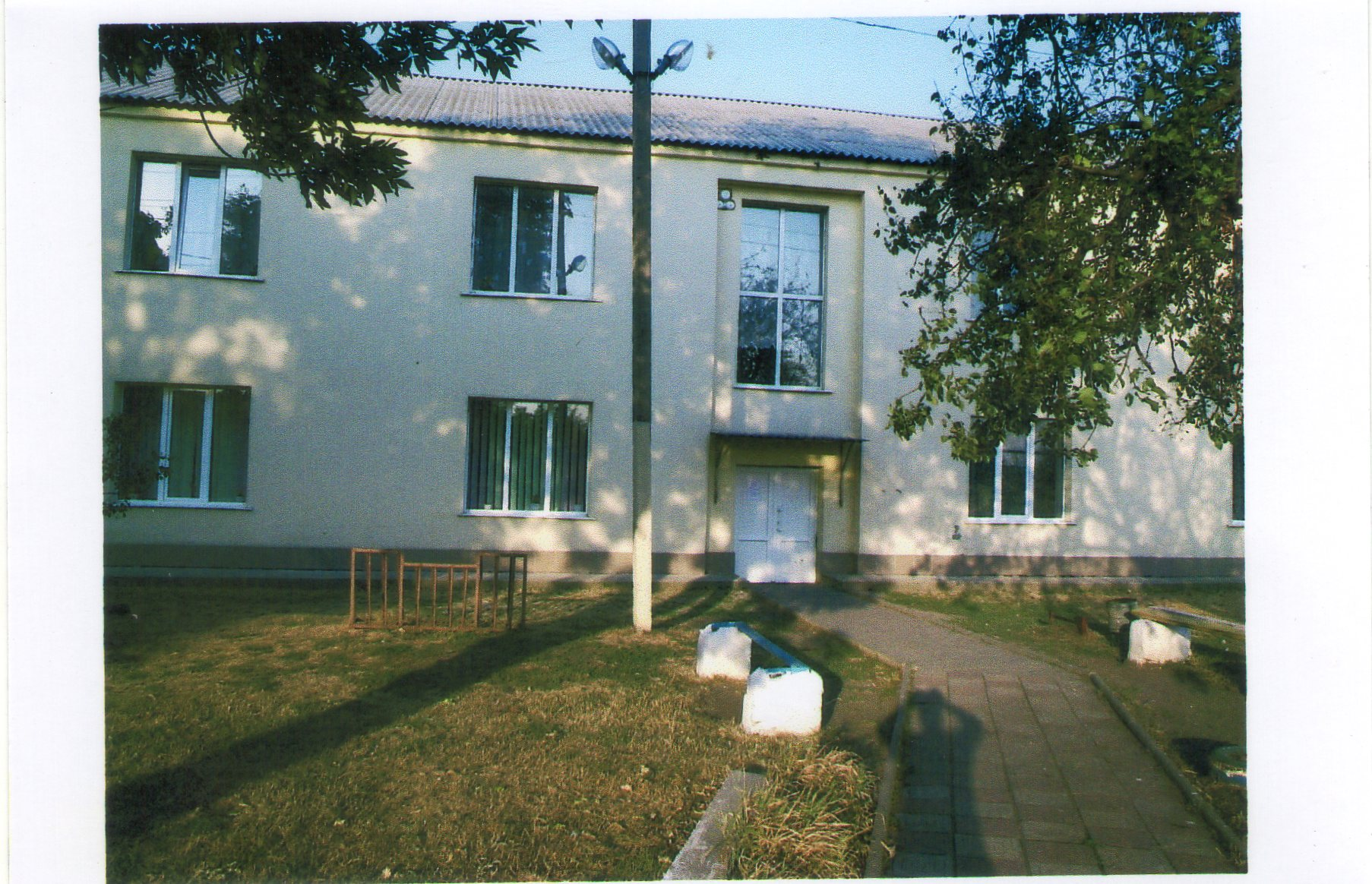
Сільська бібліотека

### Мова
Розподіл населення за рідною мовою за даними перепису 2001 року:
| Мова       | Чисельність | Відсоток |
| ---------- | ----------- | -------- |
| українська | 2048        | 89,94%   |
| російська  | 136         | 5,99%    |
| румунська  | 67          | 2,94%    |
| болгарська | 7           | 0,31%    |
| білоруська | 1           | 0,04%    |
| циганська  | 1           | 0,04%    |
| німецька   | 1           | 0,04%    |
| інші       | 16          | 0,70%    |
| Усього     | 2277        | 100%     |

## Постаті
Уродженцем села є Черненко Олександр Іванович (1958—2014) — старший сержант Збройних сил України, учасник російсько-української війни.

## Культура
Діє Новоборисівська сільська бібліотека.